# Никифор Докеанос
Нићифор Докејанос је био византијски генерал и катепан из Италије од 1039. године, заменивши Михаила Спондилиса до његове смрти 1040. године.
Током свог мандата, византијски генерал Ардуин је пребегао и придружио се редовима побуњених Аргироса и Нормана. Убијен је у Асколи Сатријану почетком 1040. године, а његовом смрћу побуна се убрзала.
Био је ожењен Софијом Комнин, ћерком Исака Комнина (брата цара Алексија I Комнина) и Ирине Аланске. 
Нићифор је имао титулу севаста, претпоставља се да је био пра - праунук Манојла Комнина Еротика, преко његове неименоване ћерке.